# 凑川短期大学
凑川短期大学（日语：／ Minatogawa Tanki Daigaku *），简称凑短，是一所位于日本兵库县三田市的私立短期大学。

## 概要

### 简介
- 学校最早可以追溯到1919年[1][2]。短期大学为于1950年开办[2]、由学校法人凑川相野学园。从2003年起为男女同校。

### 历史
- 1952年 凑川家政短期大学成立并同时设置一个学科即家政学科（改编为人类生活学科于2001年）[3]。
- 1958年 改校名为凑川女子短期大学[2][3]。
- 1965年 保育科成立。
- 1969年 保育科改名为幼儿教育科。
- 1971年 幼儿教育科改编为儿童教育学科、分离为两个专攻。以下列举[3]。
  - 初等教育专攻（以后招生到1999年、停办于2002年）
  - 幼儿教育专攻（改编为幼儿教育保育学科于2004年）
- 1987年 家政学科分离为两个专攻、以下列举。
  - 生活科学专攻（以后招生到2000年、停办于2002年）
  - 食物营养专攻（改编为人类健康专攻于2001年）
- 2000年 生活福利专攻成立于家政学科[2][3]。
- 2003年 改校名为凑川短期大学、开始招収男学生[2][3]。
- 2004年 幼儿教育专攻成立于专科[2]。
- 2007年 健康教育专攻成立于专科[2]。

### 宪章
- 请参看凑川短期大学标志 （日語） 2014年3月11日阅览。

## 学校环境
- 校区：在兵库县三田市

## 历任校长
- 大前卫：现在短期大学校长[4]

## 组织

### 学科
- 人类生活学科
- 幼儿教育保育学科

### 前学科
- 家政学科
  - 生活科学专攻[注 1]
  - 食物营养专攻[注 1]
  - 生活福利专攻
- 儿童教育学科[注 2]
  - 初等教育专攻[注 3]
  - 幼儿教育专攻[注 2]

### 专科
- 幼儿教育专攻
- 健康教育专攻

### 业余课程
- 没有

### 附属学校
- 西舞子幼儿园[5]
- 神陵台幼儿园[6]
- 北摄学园幼儿园[7]
- 北摄中央幼儿园[8]
- 附属北摄第一幼儿园[9]

### 附属机关
- 图书馆[10]
- 保育园[9]